# مچدونیا
مَچِدونیا (به انگلیسی: Macedonia) یک سالاد متشکل از تکه‌های کوچک میوه یا سبزیجات است. مچدونیای میوه یک سالاد میوهٔ تازه است و در یونان، رومانی، اسپانیا، فرانسه، ایتالیا و آرژانتین به‌عنوان دسر استفاده می‌شود. مچدونیای سبزیجات امروزه معمولاً یک سالاد سرد است که شامل سبزیجات و حبوبات می‌شود و در فرانسه اغلب از لوبیای قرمز در آن استفاده می‌کنند. مچدونیای آماده، مخلوطی از سبزیجات خردشده و اغلب نخود فرنگی است که به‌صورت کنسرو یا منجمد فروخته می‌شود. گاهی اوقات نیز با سس مایونز مخلوط می‌شود که شبیه سالاد الیویه است.

## ریشه‌شناسی
واژهٔ macedonia در میانهٔ سدهٔ ۱۸ میلادی رایج شد که به سالاد میوه‌ای مخلوط دلالت داشت. این اشاره احتمالاً به تنوع قومی امپراتوری اسکندر مقدونی اشاره دارد، اما این ریشه‌شناسی «کاملاً ثابت نشده‌است». گاهی نیز گفته می‌شود که این نام به تنوع قومی در مقدونیه در دوران عثمانی در قرن نوزدهم اشاره دارد، اما این امکان وجود ندارد، زیرا اولین بار در سال ۱۷۴۰ از این اصطلاح نام برده شده‌است. از اواخر سدهٔ هجدهم، macedonia می‌تواند به معنی مخلوط‌کردن چیزهای غیرمرتبط باشد، و لزوماً خوراکی نیست.

## نگارخانه

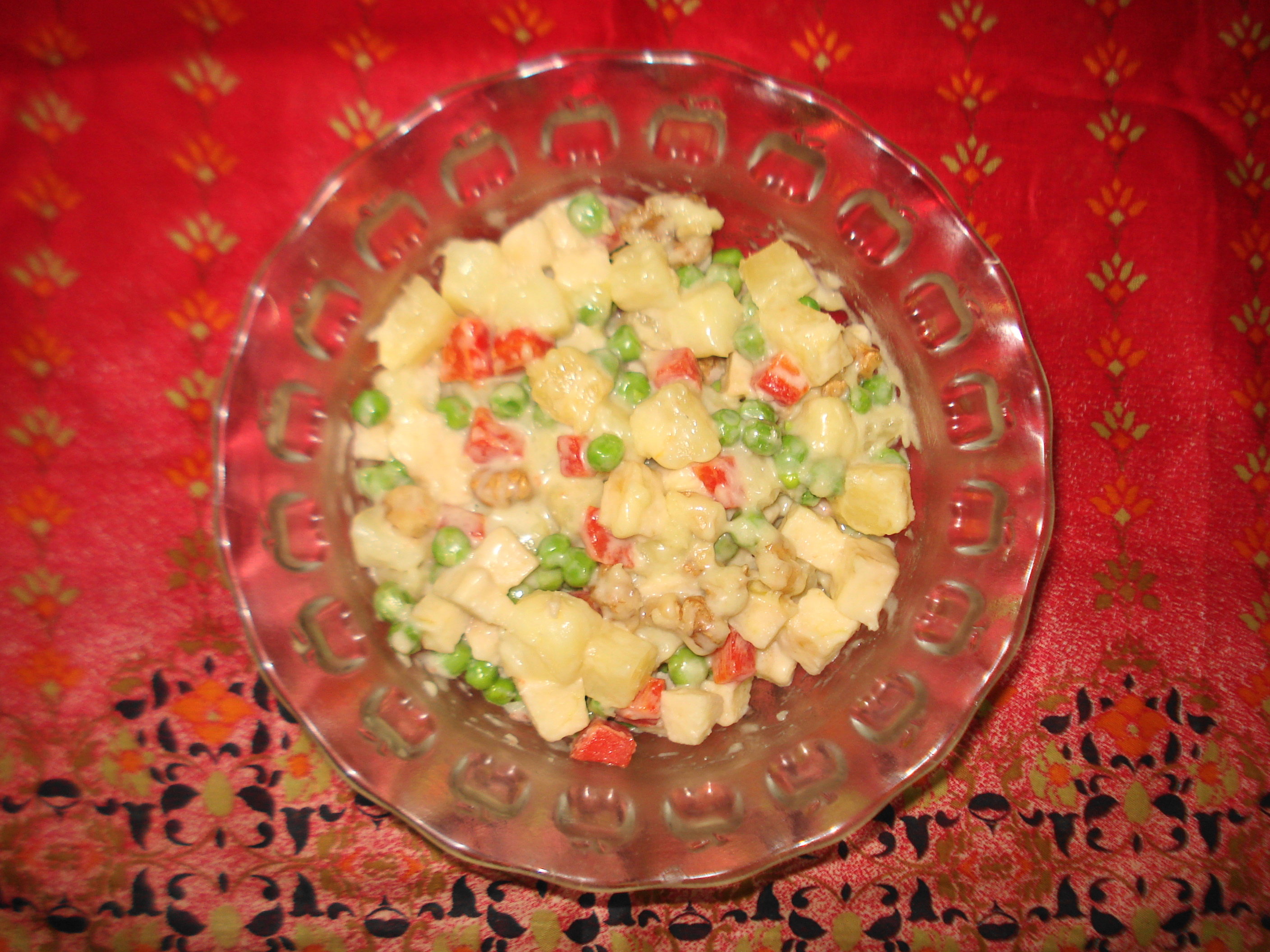
مچدونیای مخلوط
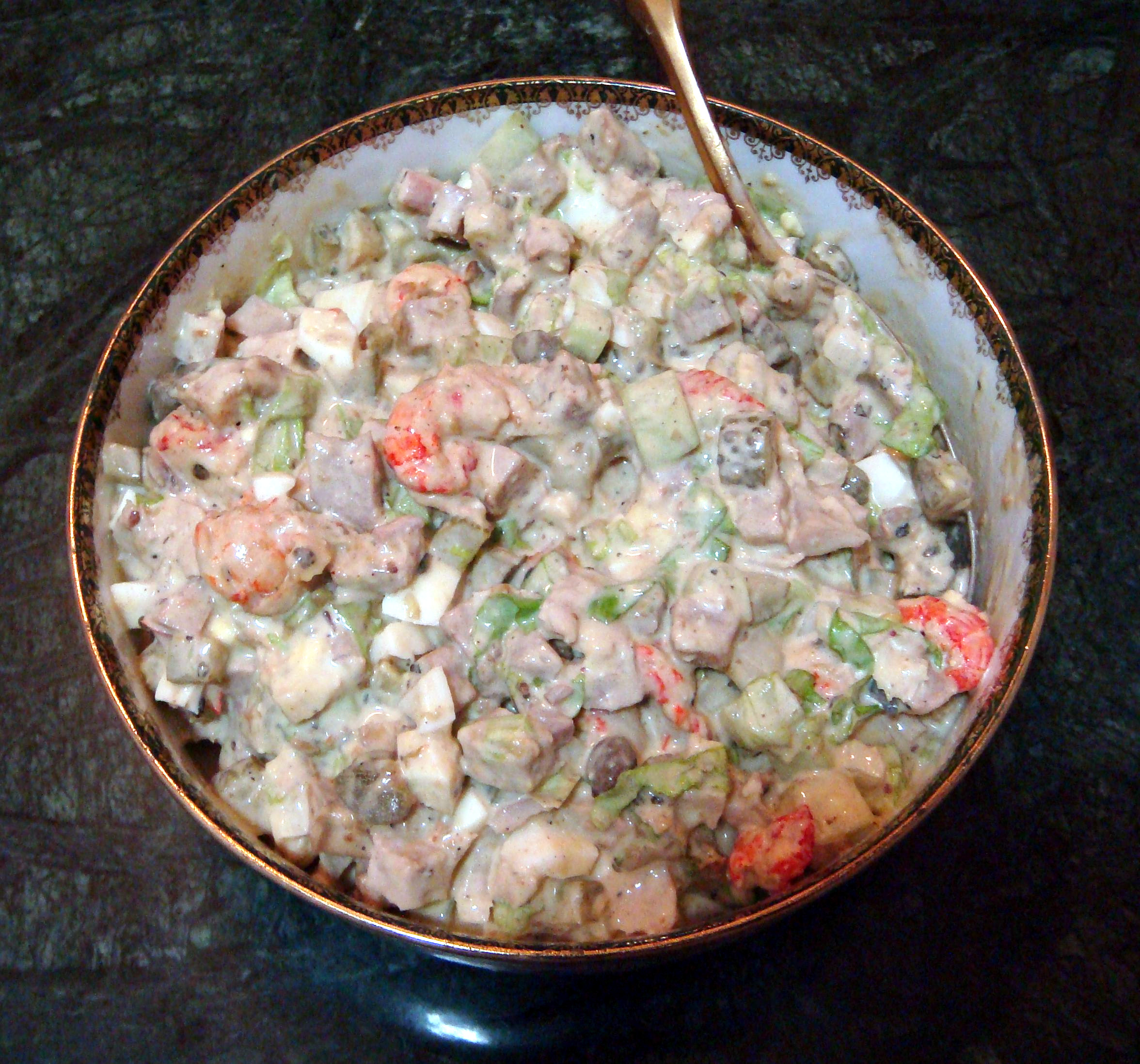
سالاد روسی
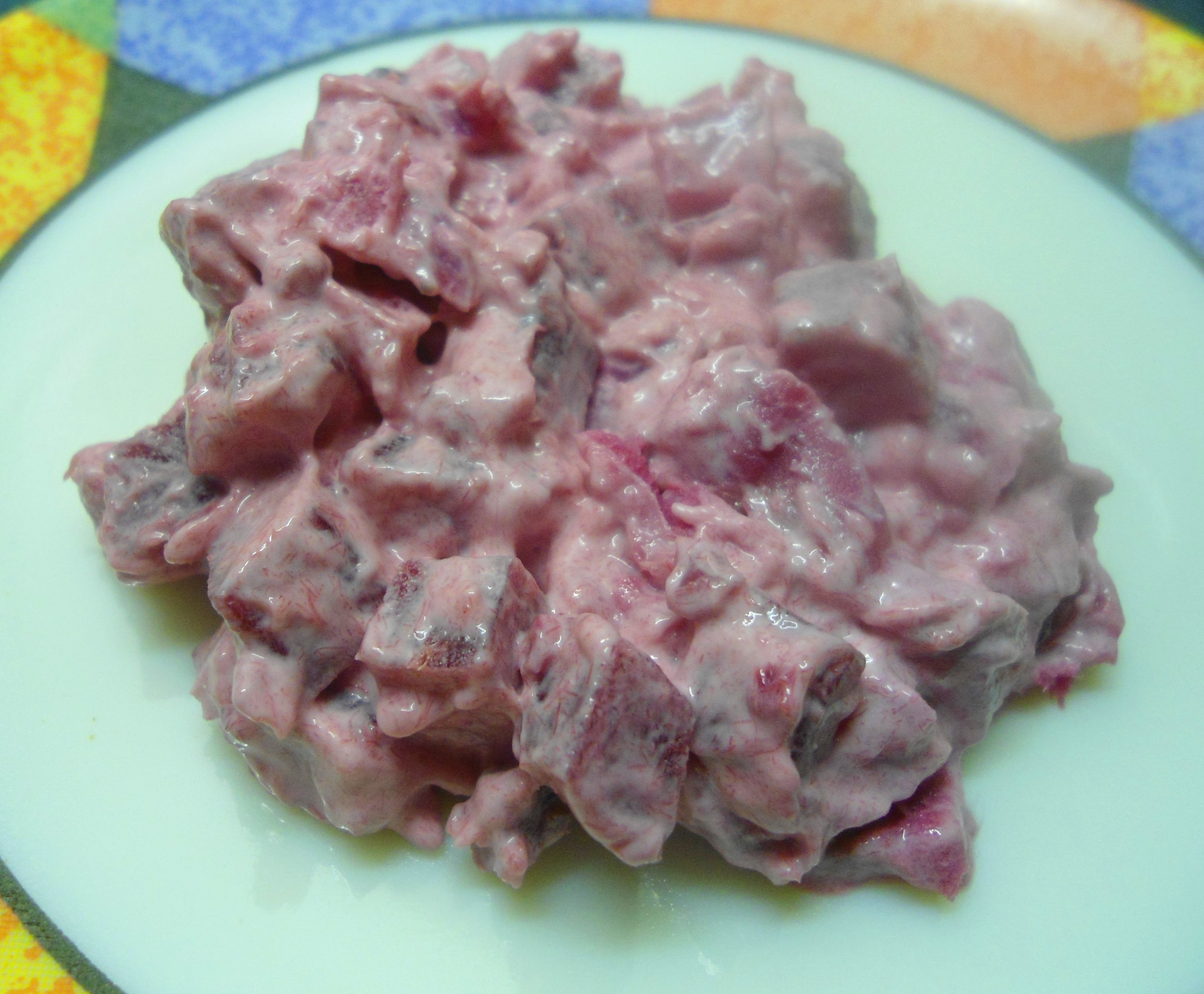
همراه با سس مایونز
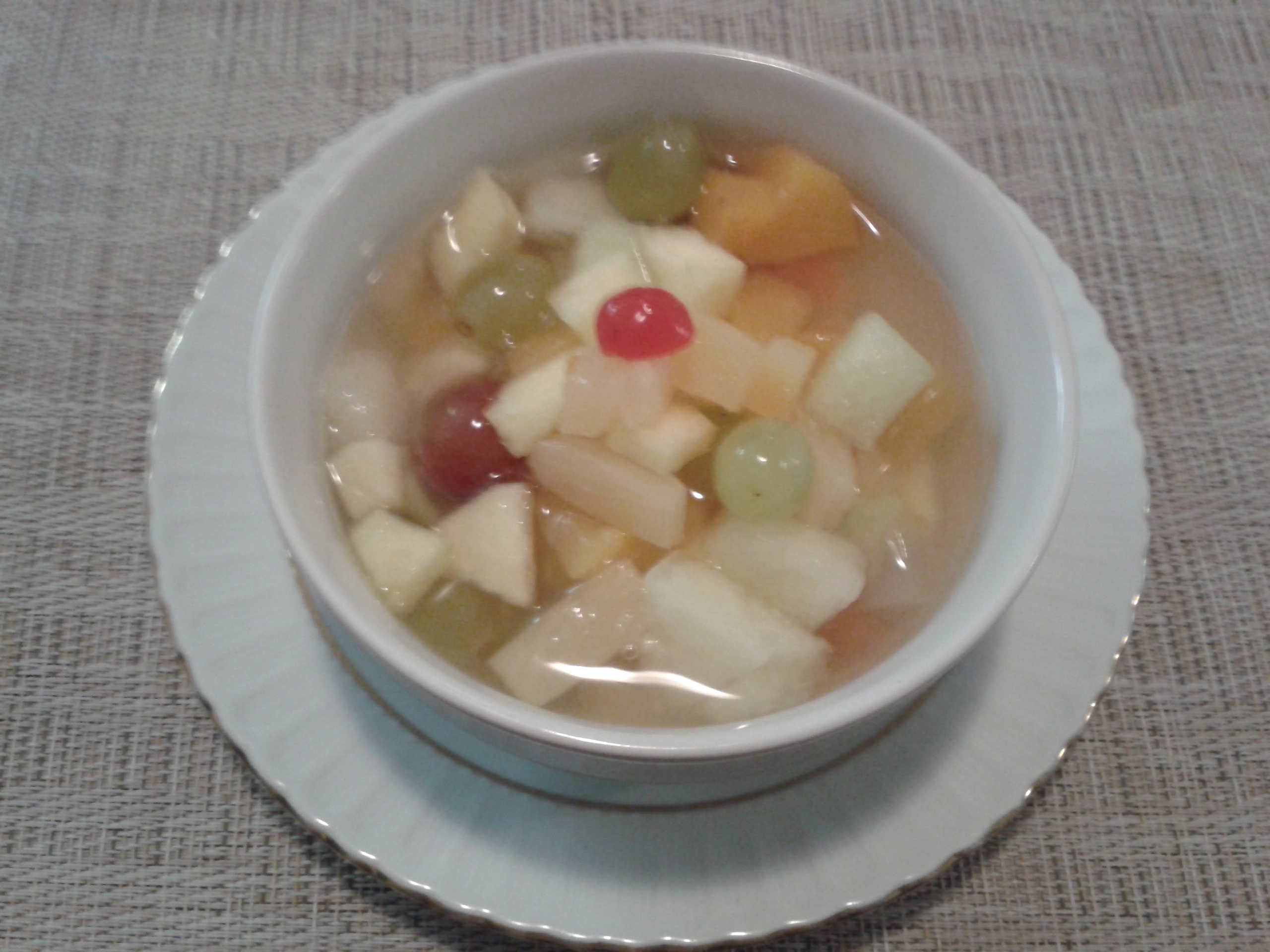
یک بشقاب مچدونیای میوه
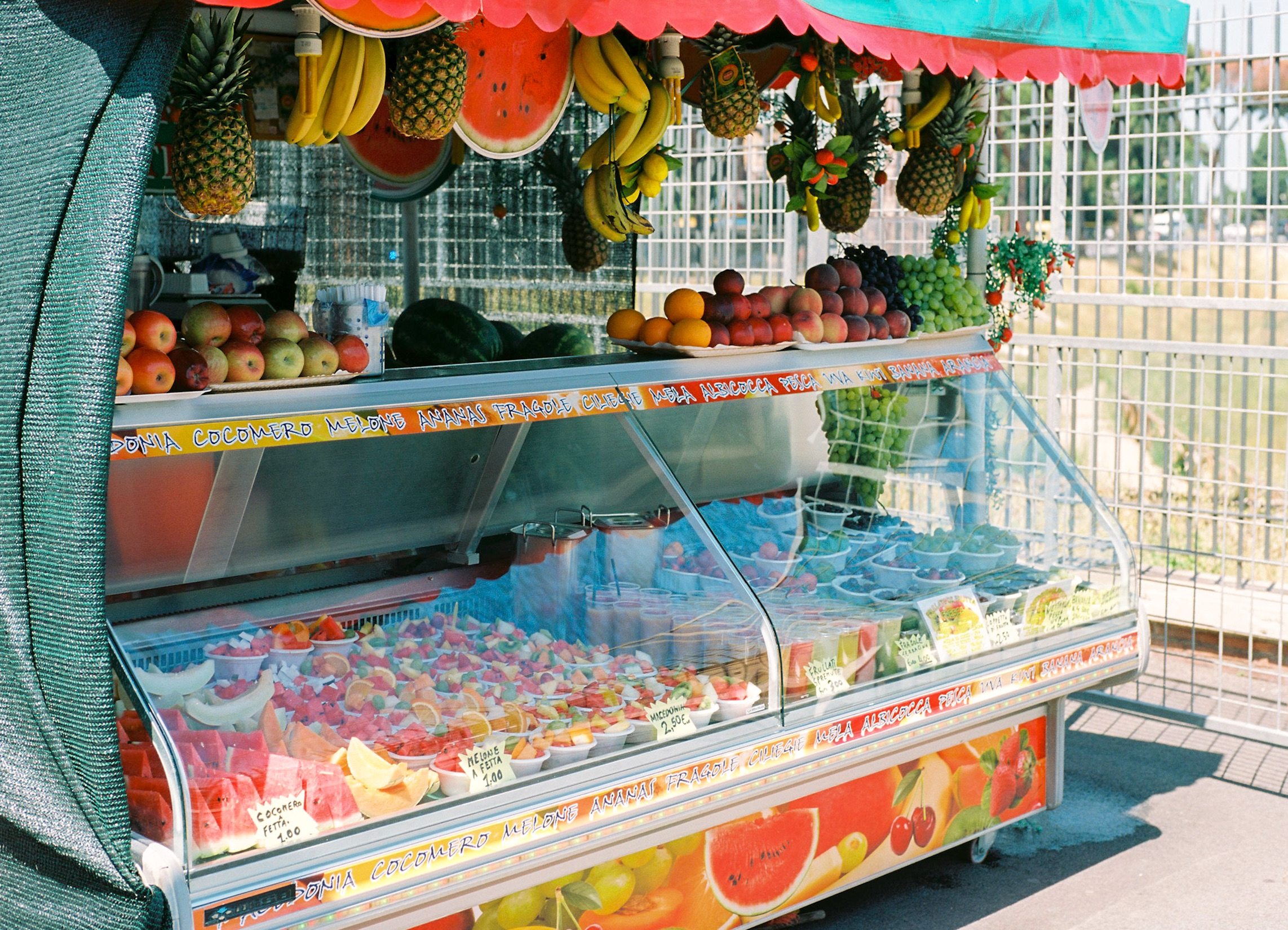
یک مغازهٔ فروش مچدونیا در شهر رم، ایتالیا، ۲۰۱۶